# إميلي فارس إبراهيم
إميلي فارس إبراهيم (بالإنجليزية: Emily Fares Ibrahim)‏ (ولدت في نيويورك عام 1914) كاتبة وشاعرة ونسوية لبنانية. كانت أول امرأة تترشح للانتخابات في لبنان. كما أصبحت وجهًا بارزًا للحركة الاجتماعية اللبنانية.

## السيرة الذاتية

### النشأة
التحقت إميلي بالمدرسة في بيروت في ذلك الوقت حيث كان هناك تأثير فرنسي كبير، لذلك قُدمت بقوة لاتجاه العاطفة الرمزية التي وضُعت من قبل العلماء التقليديين مثل لافونتين وموليير وراسين وكورنيل، ومؤلفين مثل هنري بوردو وبول بورجيه. أدى عرضها لهؤلاء الكتاب الفرنسيين إلى تجربتها الأولى في الكتابة باللغة الفرنسية.
فيما بعد تأثرت تجربة إميلي في الكتابة العربية بعمها فيليكس فارس. نشأت من الأحداث الأدبية الهامة التي حضروها معًا بالإضافة إلى الصالونات الأدبية الأخرى التي أقامها لها في منزلها.
أثر العديد من الكتاب اللبنانيين المشهورين في إحياء إبراهيم للأدب العربي، ومنهم:
جبران خليل جبران، وإلياس أبو شبكي، ويوسف إبراهيم يزبك، وأمين الريحاني، وأمين نخلة، وميخائيل نعيمي، الكاتبة الرائدة في الثلاثينيات مي زيادة.

### الحياة الشخصية
ولدت إميلي في أسرة محترمة ومثقفة ومعرفة بالعلوم والأدب. عمها فيليكس متحدث فصيح له كتابات راسخة. يعتبر رجل يعمل بجد. إميلي متزوجة من صموئيل إبراهيم، وأنجبت ثلاثة أطفال.
لم يمنعها زواجها المبكر من أن تصبح ناشطة متحمسة في الحركات الاجتماعية حيث اكتسبت ثقة وثقة زملائها من خلال مكافأة مجتمعها بمعرفة كبيرة.
على الرغم من أن زواج إميلي كان مثقلًا بثلاثة أطفال، إلا أنها استمرت في كرمها ونشاطها، لذا لم يقلل زواجها من أنشطتها الاجتماعية. حصلت على دعم زوجها لتحقيق رسالتها وتأكيد نفسها في المجتمع والسياسة والأدب.

### المشاركات والإنجازات
ساهم إبراهيم في دعم ومساعدة النساء الأخريات. ناضلت من أجل حقوق المرأة وتحريرها من العبودية. بعض مساهماتها العديدة تستعرض المؤتمر الأول لإلقاء الضوء على قضايا المرأة عام 1922 الذي نظمته الأميرة نجلاء أبي لمعة صاحبة مجلة «الفجر». كما ستقوم بتقييم حلفاء اللبنانيين لحركة تحرير المرأة مثل جبران خليل جبران وأمين الريحاني. طوال حياتها المهنية، حضرت إبراهيم نقاشات أدبية رتبتها «الندوة اللبنانية» وكانت جزءًا من الحزب الشيوعي اللبناني الذي أحدث ثورة ضد العبادة والخضوع ضد القيادة الجزئية في سوريا ولبنان.
لسوء الحظ، بعد إعلان الحرب الأهلية عام 1975، انتهى عملها كمجلس نسائي لبناني لمدة 22 عامًا. تقاعدت بعد ذلك عن عمر يناهز 78 عامًا وحصلت على جائزة الأرز الوطنية العليا لإنجازاتها العالية.

## وجهات النظر الفلسفية و / أو السياسية
بصرف النظر عن كونها ناشطة نسوية وشاعرة وكاتبة أدبية كتبت على نطاق واسع عن نشاط المرأة في لبنان، كانت أول امرأة تترشح للانتخابات. ترشحت عن المقعد الماروني في زحلة بلبنان، ورغم أنها لم تُنتخب إلا أن عددًا أكبر من النساء قد حذت حذوها منذ ذلك الحين. كما ترأست عدة لجان وطنية مثل لجنة التعبئة الوطنية التي تأسست بعد الاحتلال الإسرائيلي عام 1982. وأخيراً، في عام 1992، حصلت على وسام الأرز الوطني، وهو من أعلى الأوسمة التي تُمنح في الجمهورية اللبنانية. .
تجاوز نشاط إميلي السياسي حدود الأنشطة الاجتماعية بدافع حبها للعدالة وإصلاح المجتمع وحاجة المرأة إلى أداء دورها كشخص في الحياة. كانت تؤمن بالعدالة الاجتماعية وناضلت بشغف لتحقيقها، ليس فقط من أجل النساء كبشر، ولكن أيضًا من أجل المجتمع بجميع طبقاته. بعبارة أخرى، حاربت من خلال منظور إنساني واسع لا يأخذ في الاعتبار الحدود الضيقة والحواجز سواء كانت طائفية أو مذهبية.
ارتبط اسمها لفترة طويلة بالاتجاه السياسي التقدمي والليبرالي في لبنان. وهذا كلفها غاليا - كما في مسيرة كل مناضل شريف - خاصة عندما خاضت الانتخابات النيابية عام 1953. وخلال إحدى أحزاب زحلة الانتخابية على سبيل المثال، والتي كان من المفترض أن تخاطبها، هاجمها بعض الحاضرين برمي الحبر عليها، الأمر الذي أثار موجة من الإدانة لدى الحضور ضد هذه الممارسة الشنيعة، وعندما طُلب منها غسل وجهها قبل الصعود إلى المنصة، أصرت على مواجهة الجماهير كما هي، وبدأت حديثها، قائلا:
«سأحارب الاستعمار بكافة أشكاله يمينًا ويسارًا، ولن أنسحب من المعركة الانتخابية، ولن تؤثر عليّ مثل هذه الهجمات اللاأخلاقية البشعة، لكنني سأواصل نشاطي الانتخابي حتى النهاية».
وكان رد فعل أهالي مدينة زحلة أنهم خرجوا في مظاهرة كبيرة، طافوا في شوارع البلدة، مستنكرين حادثة دعم السيدة إميلي.
طبعا نتيجة تلك الانتخابات لم تنقلها إلى مجلس النواب، لان الشروط الموضوعية لم تكن مهيأة لذلك بعد، لكنها ادارت ذلك بناء على قناعتها بهذه النتيجة. وعن هذا الموضوع تقول: «لم أركض للفوز، لأنني كنت متأكدة تمامًا من أن فوز المرأة في ذلك الوقت كان مستحيلًا، لكنني ركضت وفقًا لقناعاتي، ومع الجهود التي تبذلها النساء لنيل حقوقهن السياسية.».

## الأعمال المنشورة
- الحركة النساء اللبنانيات (الحركة النسائية اللبنانية 1966).[1]
- أديبات لبنانيات (كاتبات لبنانيات 1961) [1]
- كلمات ومواقف (كلمات وآراء 1992).
- أه بلادي (آه بلدي)
- (بالفرنسية: Jeunesse ، gare à l'humanisme)‏. (ايها الشباب احذروا الإنسانية)
- (بالفرنسية: La démagogie qui dévore le monde)‏ (الديماغوجية التي تلتهم العالم)
- كما ترجمت ثمانية كتب:[3]
- كيف نثير موضوع المرأة.[3]
- كاتبات لبنانيات.[3]
- الحركة النسائية اللبنانية.[3]
- مجموعة من القصص.[3]
- مجموعة شعرية متناثرة.[3]
- كتاب باللغة الفرنسية عن الشعراء اللبنانيين.[3]
- دراسة بالفرنسية عن الشعراء اللبنانيين.[3]
- «حنين لبلدي في جزيرة مارجريتا.»[3]

## التكريم والأوسمة والجوائز والأوسمة
حصلت إميلي فارس إبراهيم على العديد من الجوائز والأوسمة خلال مسيرتها المهنية:
- وسام الاستحقاق اللبناني عام 1953.[3]
- وسام العمل الإنساني رتبة ضابط.[3]
- وسام الفارس للمعرفة عام 1962.[3]
- - وسام العمل في الشؤون الاجتماعية رتبة ضابط.[3]
- وسام «أثر الأديب» من رتبة قائد.[3]
- وسام الأرز الذهبي بمرسوم رئاسي.[3]